# Stand in the Schoolhouse Door

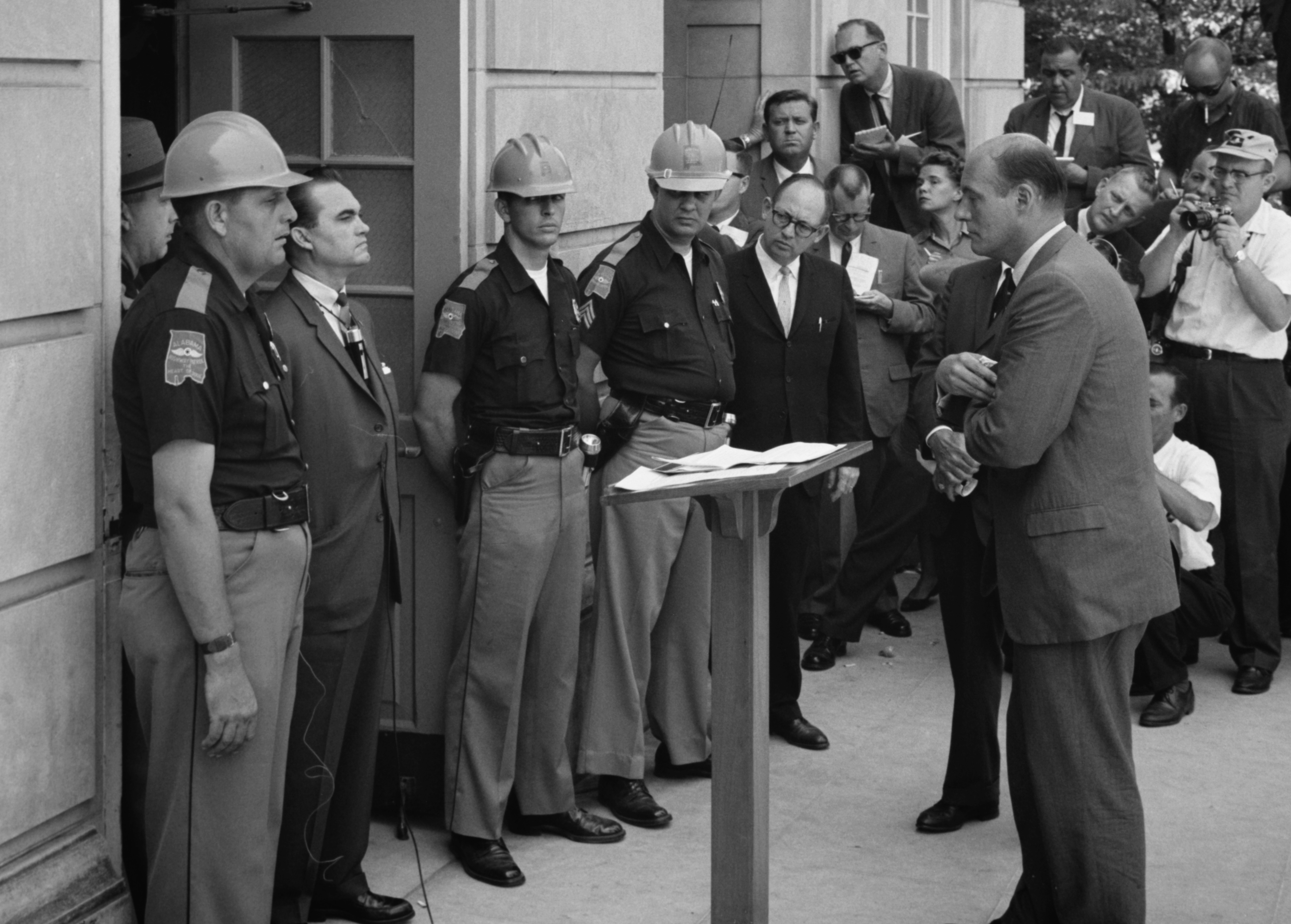
George Wallace zijn stand in the schoolhouse door

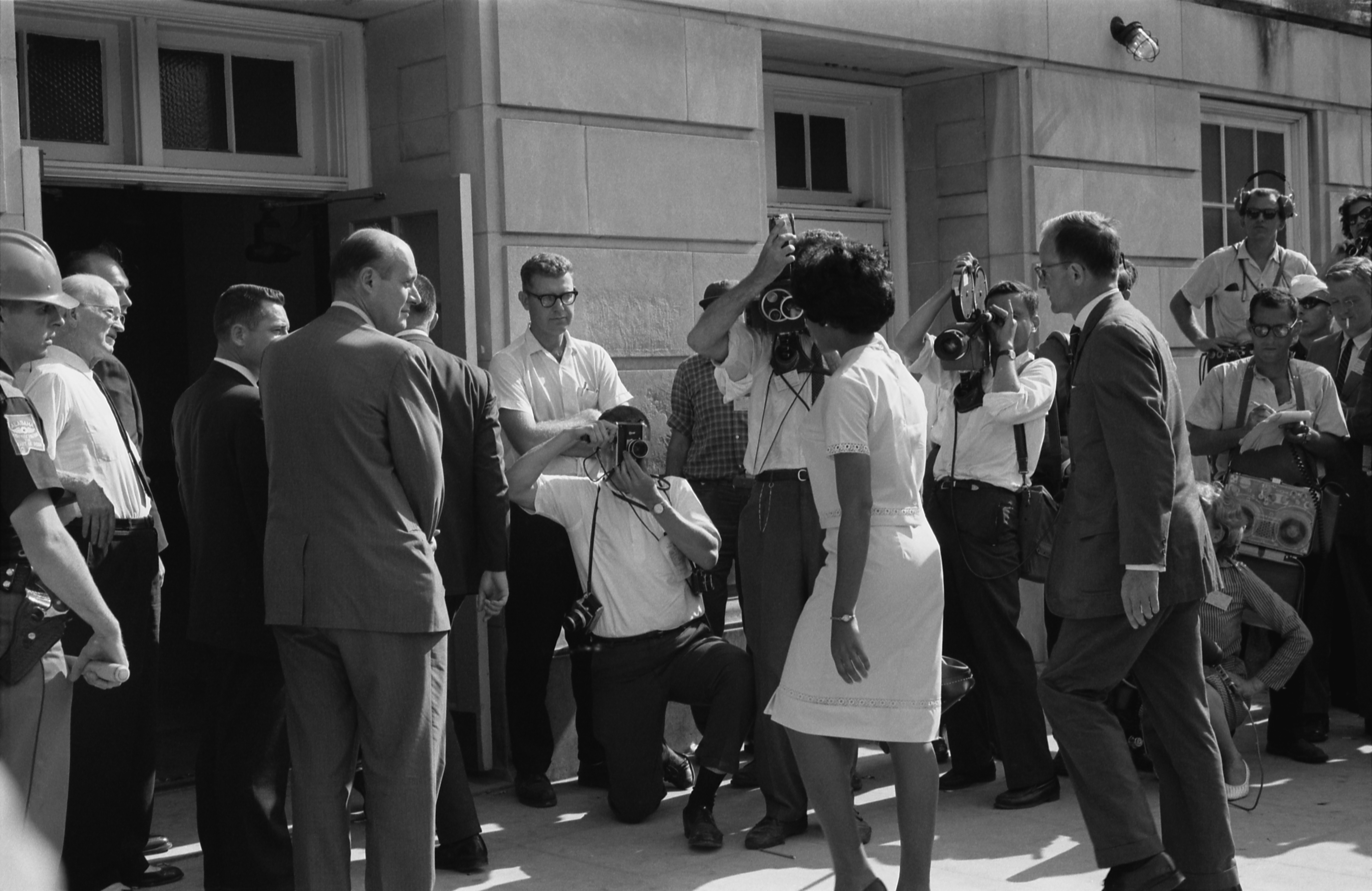
Vivian Malone betreedt Foster Auditorium voor haar inschrijving.

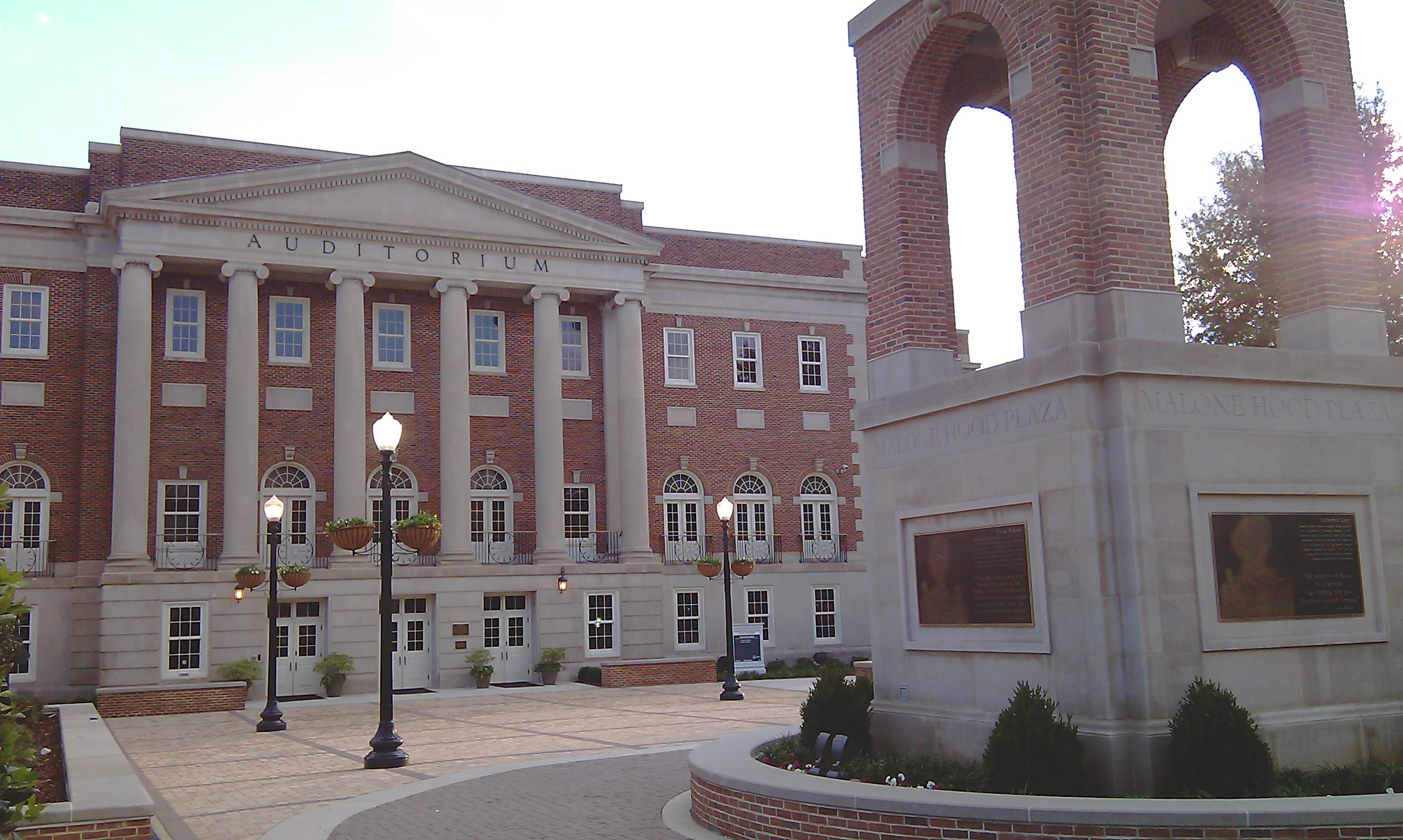
Foster Auditorium en de Malone-Hood Plaza heden. De Lucy Clock Tower bevindt zich op de voorgrond.

De stand in the schoolhouse door was een actie in juni 1963 van de toenmalige democratische gouverneur van de staat Alabama George Wallace, in een poging de rassensegregatie aan de University of Alabama, een openbare universiteit van de staat Alabama, in stand te houden.
De eerste poging tot behoud van de rassenintegratie aan de University of Alabama dateerde uit 1956 toen Autherine Lucy zich op 3 februari succesvol kon inschrijven voor een opleiding bibliotheekwetenschappen, na eerst succesvol een rechtszaak doorlopen te hebben om te vermijden dat de universiteit haar aanvraag kon afwijzen op basis van haar ras. Met de rechtsbeschikking in de hand gebaseerd op Brown v. Board of Education kon ze zich wel inschrijven, maar in een sfeer van gewelddadige protestacties tegen haar aanwezigheid werd ze als student al na drie dagen geschorst en later afgewezen. De raad van bestuur van de universiteit stelde dat ze niet in staat waren haar een veilige studeeromgeving aan te bieden. Zes jaar later, in 1963, boden op 11 juni Vivian Malone en James Hood zich aan voor een inschrijving.
Die dag hield gouverneur George Wallace zijn stand in the schoolhouse door waarbij hij de toegangsdeur tot het Foster Auditorium blokkeerde in een symbolische poging de inschrijving van Malone en Hood tegen te houden. Hij hield zich daarmee aan zijn verkiezingsbeloften en zijn inauguratiespeech van januari 1963 waarin hij uitdrukkelijk en letterlijk stelde:
segregation now, segregation tomorrow, segregation forever.
Oog in oog met U.S. Deputy Attorney General Nicholas Katzenbach en federal marshals ter plaatse gestuurd door attorney general Robert F. Kennedy hield Wallace zich aan zijn principe en de rechten van een individuele staat binnen de grondwet van de Verenigde Staten.
President John F. Kennedy, die ook al had opgeroepen de eerste stappen naar integratie aan de University of Alabama te zetten, werd telefonisch van het verzet op de hoogte gebracht en tekende de vooraf klaargemaakte Executive Order 11111. Hiermee werd het gezag over de Alabama National Guard op het Amerikaans federaal niveau gebracht. Vier uur later beval het hoofd van de National Guard, generaal Henry V. Graham, geëscorteerd door vier sergeanten van de National Guard, Wallace een stap opzij te zetten. Wallace ging hierop in en Malone en Hood konden vervolgens hun inschrijving aan de universiteit voltooien.
Hoewel Hood het programma na twee maanden verliet, keerde hij veel later terug en behaalde hij in 1997 zijn PhD in filosofie. Malone hield vol en werd de eerste Afro-Amerikaan die aan de universiteit afstudeerde. In 2000 werd haar een eredoctoraat door de universiteit aangeboden. De wraking van Autherine Lucy werd in 1980 terug ingetrokken en ze schreef zich opnieuw in om in 1992 succesvol een master te behalen. Wallace bood later zijn excuses aan voor zijn acties tegen raciale integratie. In 2010 ging de universiteit over tot formele en permanente erkenning en verering van Lucy, Hood en Malone door het plein voor Foster Auditorium te hernoemen in Malone-Hood Plaza en een klokkentoren op het plein te bouwen en deze de Autherine Lucy Clock Tower te noemen.